# Moulin à couleurs d'Écordal
Pour les articles homonymes, voir moulin (homonymie).

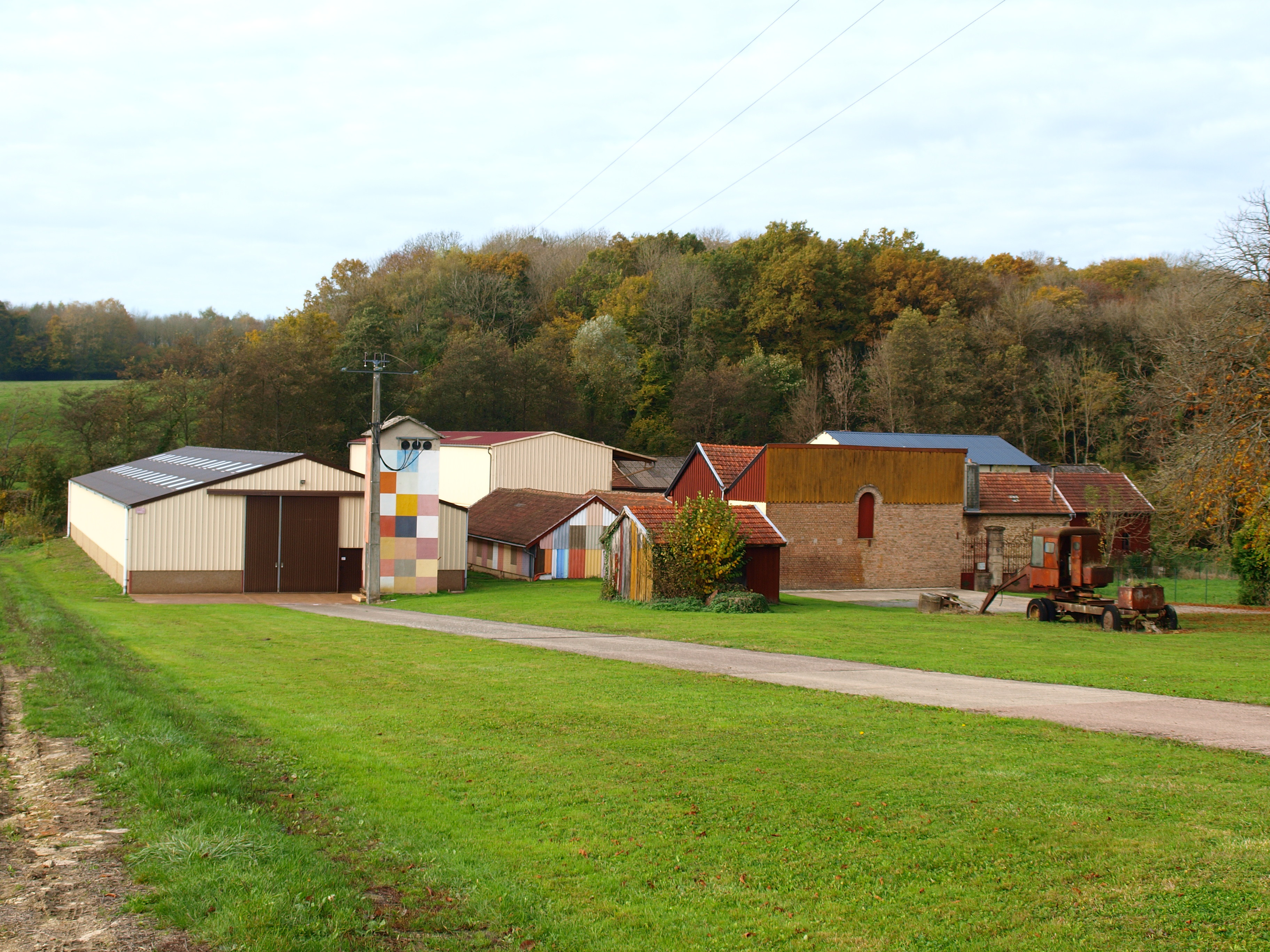

Le Moulin à couleurs d'Écordal est une fabrique de pigments créée en 1866 par la famille Boizet, situé dans le département des Ardennes en France.

## Description
Le moulin à eau est alimenté par la Foivre qui constitue la source d'énergie de ces ateliers. Il utilise une terre des Ardennes, de couleur jaune, brune, fortement chargée en oxyde de fer, qui devient rouge  si on la chauffe à 700 degrés. C'est la ressource principale, issue d'une carrière dont l'entreprise est propriétaire. Elle se procure également d'autres terres issues d'autres sites : de l'ocre en Bourgogne, du noir en Allemagne, etc. Les pigments sont obtenus par broyage et ont une finesse de 30 à 40 microns.
Le moulin à couleurs est visitable dans le cadre de visites guidées ponctuelles et planifiées.

## Historique
Désiré Boizet et Jean-Baptiste Courtois ont créé en 1866 un établissement de production Vernis Boizet. Il y produisent aussi des pigments naturels. Après le départ de Jean Boizet, fils du fondateur, en 1992, l'entreprise se spécialise dans les pigments naturels, et est rachetée par la société Le Moulin à couleurs.
Elle est une des dernières fabriques en France à fabriquer des terres colorantes naturelles,. Ce moulin à couleurs produit des centaines de tonnes de pigments chaque année.

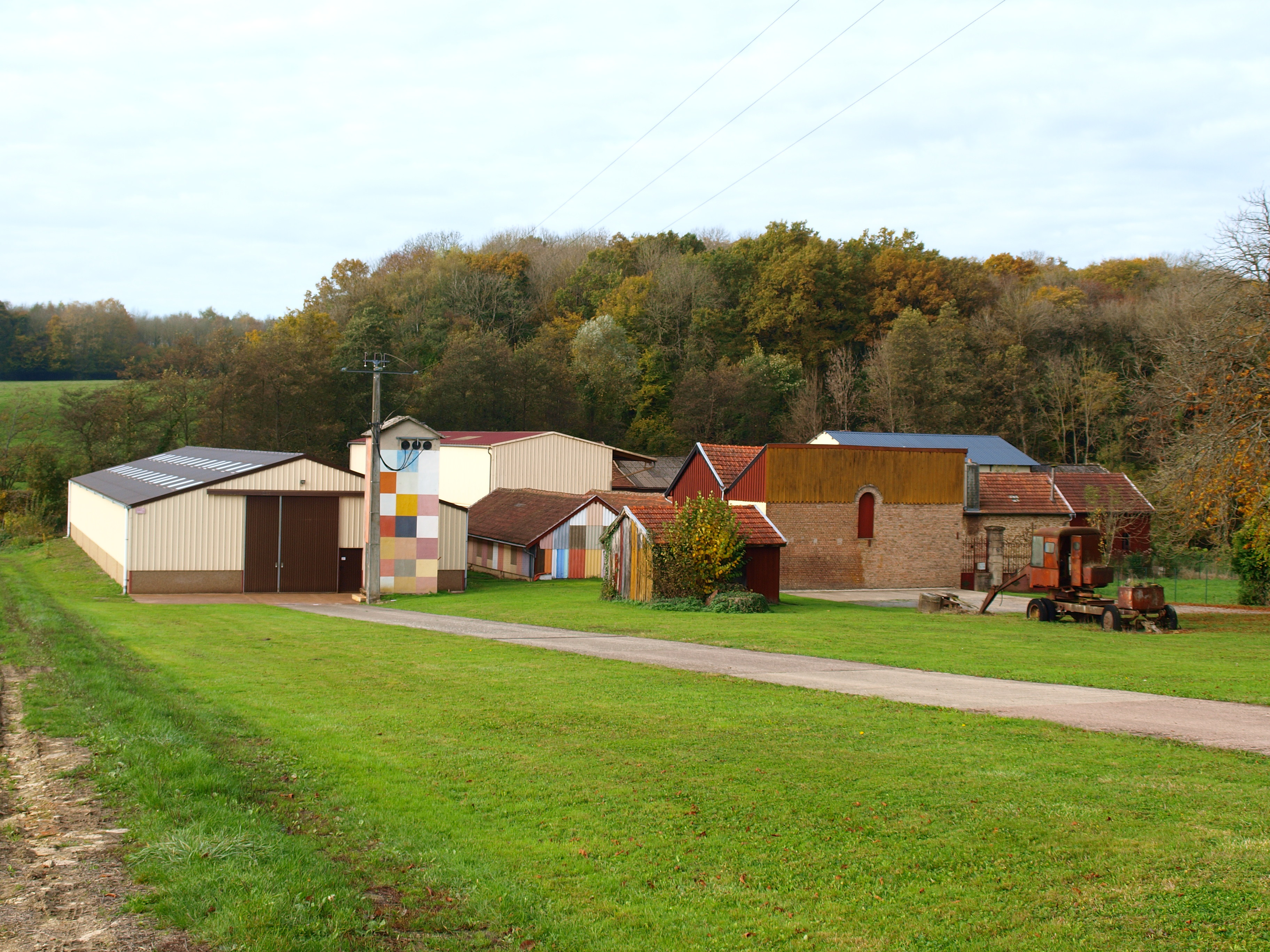
L'entreprise
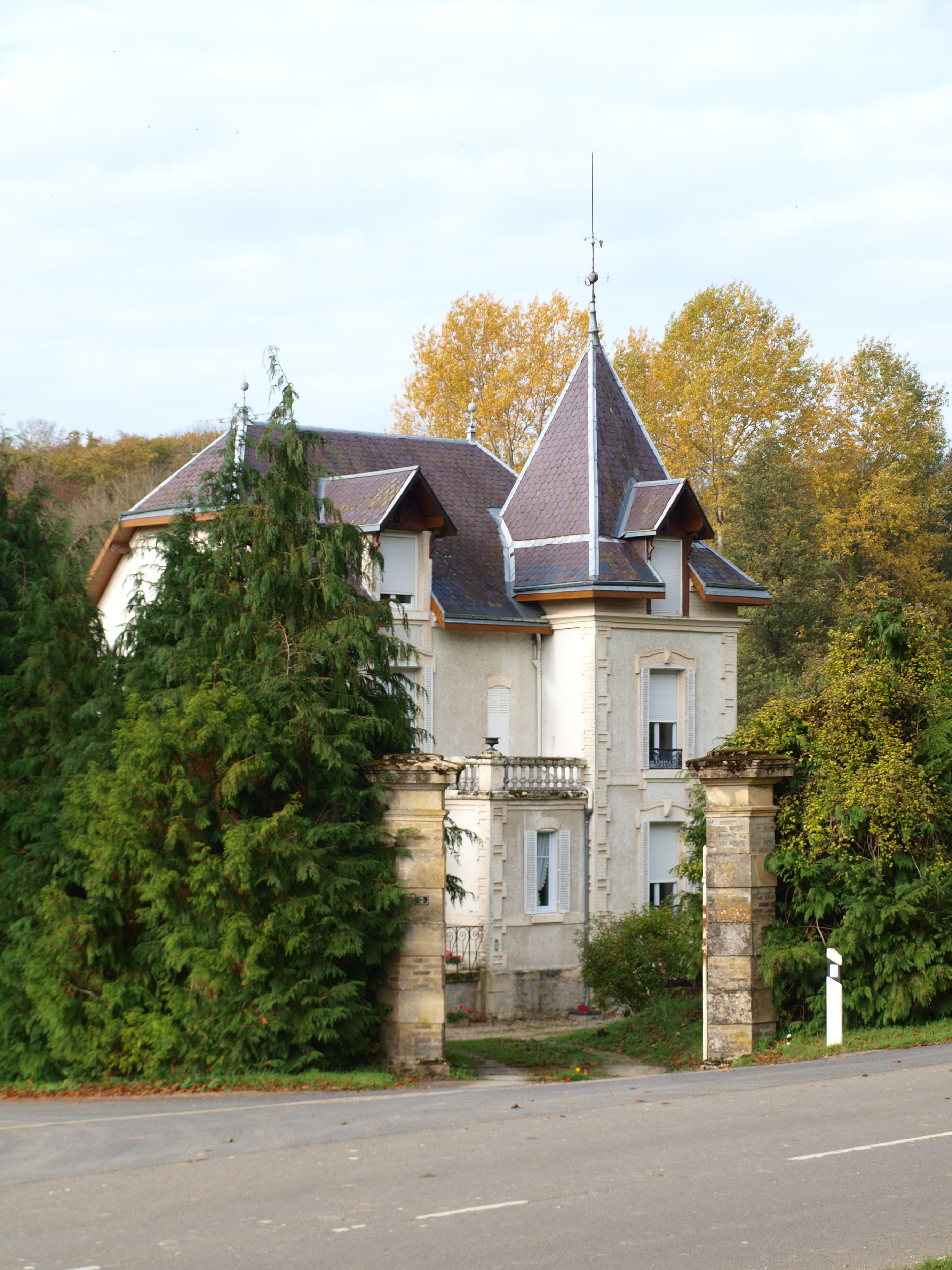
L'édifice patronal à proximité
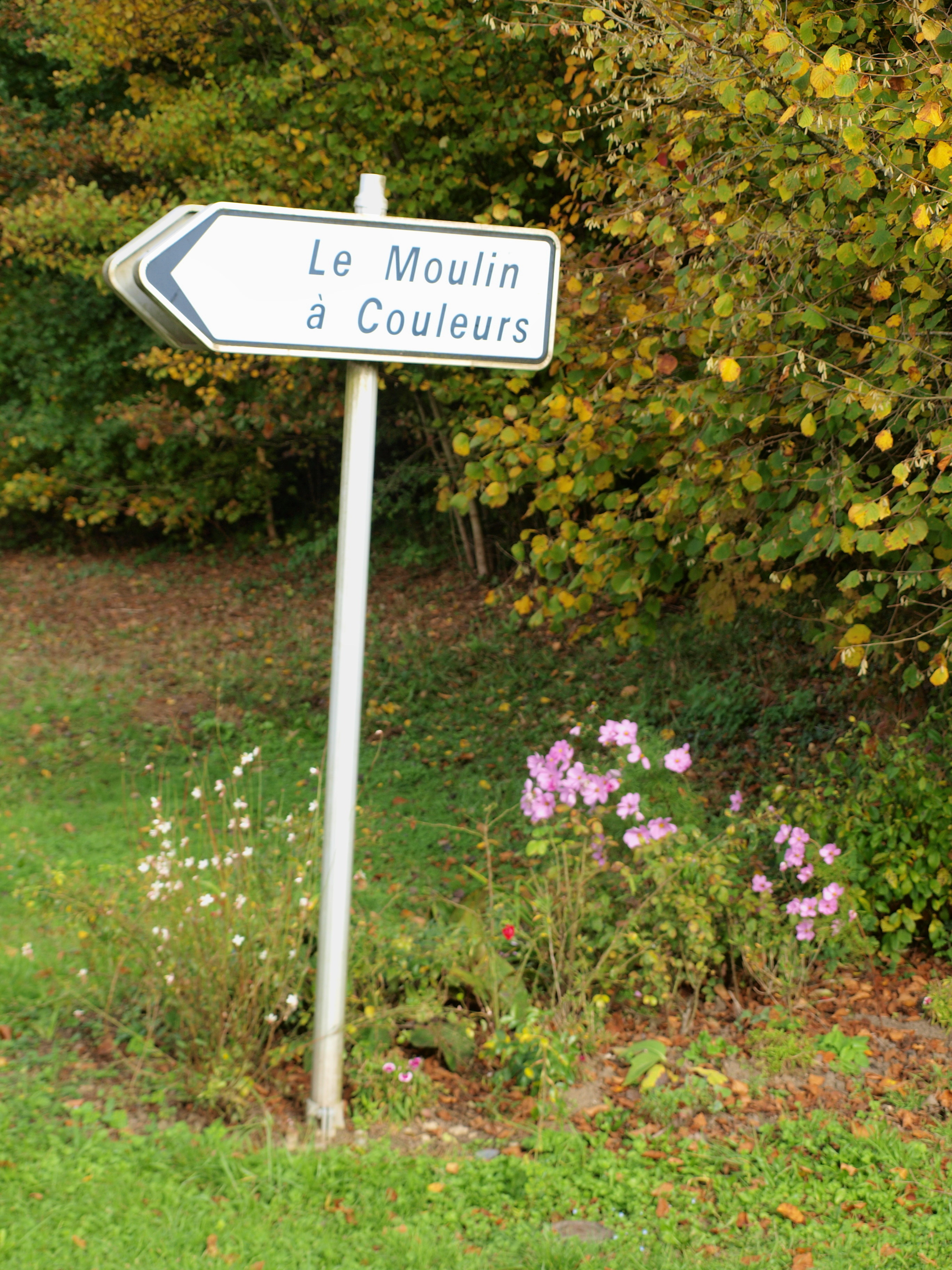
Panneau

D'autres moulins à couleurs, appartenant à d'autres entreprises, ont existé par le passé dans les Ardennes : ils étaient au nombre d'une quinzaine à l'apogée de ce type d'activité, notamment à Prix-lès-Mézières, Raillicourt, Montigny-sur-Vence, Launois-sur-Vence, Lonny, Vaux-Montreuil (écart de Neuf-Moulin), Haudrecy, Lalobbe et Élan,.